# Mickey Kuhn

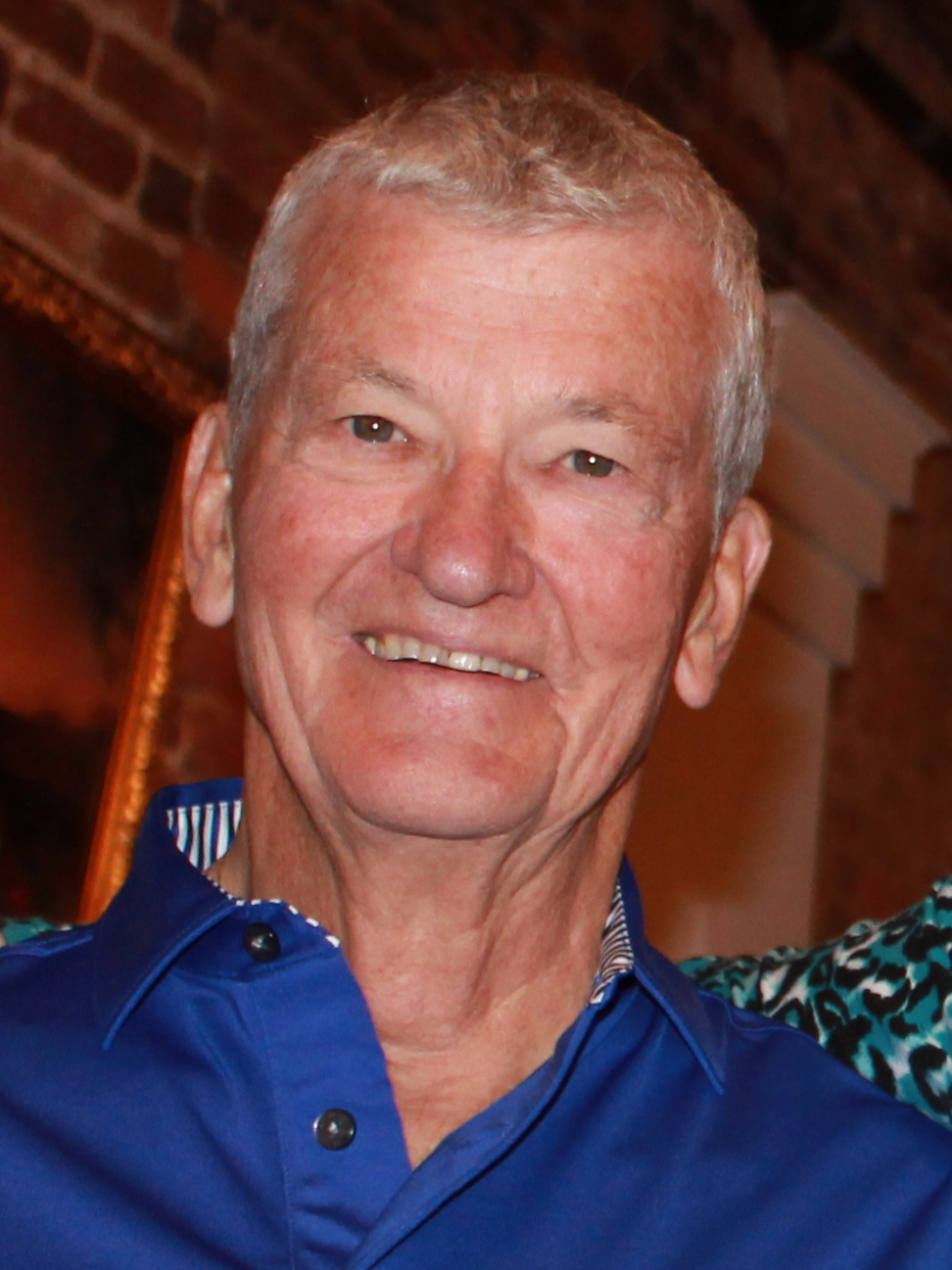
Mickey Kuhn (2013)

Michael „Mickey“ Kuhn (* 21. September 1932 in Waukegan, Illinois, als Theodore Matthew Michael Kuhn Jr.; † 20. November 2022 in Naples, Florida) war ein US-amerikanischer Schauspieler.

## Leben und Karriere
Michael Kuhn war das jüngere von zwei Kindern; seine Eltern waren die deutschstämmigen Theodore Kuhn Sr. und Pearl Hicks. Die Familie zog während der Depressionszeit nach Hollywood, wo sein Vater eine Arbeit als Schlachter fand. Mickey trug durch einen glücklichen Zufall im Alter von zwei Jahren schon zum Familieneinkommen bei, als er 1934 von der Fox Film Corporation für den Film Change of Heart für seine erste Filmrolle ausgewählt wurde. Er wurde in den 1930er und 1940er Jahren zu einem gefragten Kinderschauspieler in Hollywood, auch wenn er nie wirklich berühmt wurde und meist nur Nebenrollen spielte.
Eine erste bedeutendere Rolle hatte er 1939 als Beau Wilkes, Sohn von Ashley (Leslie Howard) und Melanie Wilkes (Olivia de Havilland), in dem Filmklassiker Vom Winde verweht. Er spielte ebenfalls Junior, den Sohn des Detektives Dick Tracy, in einer Verfilmung der Comicserie Dick Tracy aus dem Jahr 1945. Er übernahm auch Rollen in einer Vielzahl von Western, darunter als Adoptivsohn von John Waynes Hauptfigur in Howard Hawks’ Red River (1948) sowie an der Seite von James Stewart in Der gebrochene Pfeil (1950). Er spielte ebenfalls den jungen Matrosen in der ersten Szene des Filmklassikers Endstation Sehnsucht, der von Vivien Leigh nach dem Weg gefragt wird. 
Im Erwachsenenalter erhielt er kaum noch Angebote, sodass er nach anderen Karrieremöglichkeiten Ausschau hielt. 1951 entschied sich Kuhn dafür, zur United States Navy zu gehen. Nach vier Jahren Pflichtdienst kehrte er 1955 zum Film und Fernsehen zurück. Er heiratete in dieser Zeit und bekam zwei Kinder. Er besuchte das LA Valley College und die California State University, um Theater zu studieren, und hielt sich mit Gelegenheitsjobs über Wasser. Im Filmgeschäft fand er jedoch nicht mehr den gewünschten Erfolg, sodass er sich Anfang der 1960er-Jahre endgültig vom Schauspielgeschäft verabschiedete. 
1965 wurde er bei American Airlines eingestellt, wo er als Supervisor für Flugbegleiter arbeitete. Später war er auch in leitender Position am Bostoner Flughafen angestellt. Nach der Scheidung von seiner ersten Frau heiratete er 1984 erneut und verabschiedete sich 1995 vom Fluggeschäft. Anschließend verbrachte er viel Zeit mit dem Anbieten historischer Touren rund um die Stadt Boston und nahm an unterschiedlichen Filmfestivals teil. Er zog nach Naples in Florida und half noch 2017 mehrere Stunden in der Woche als Freiwilliger im Krankenhaus aus.
Mickey Kuhn erhielt 2005 den Golden Boot Award für sein Lebenswerk als Westernschauspieler. Er starb im November 2022 im Alter von 90 Jahren in einem Hospiz in Naples nach kurzer Krankheit. Mit ihm starb der letzte Schauspieler, der im Vorspännen der Filmklassiker Vom Winde verweht, Red River und Endstation Sehnsucht Erwähnung fand.

## Filmografie (Auswahl)
- 1934: Change of Heart
- 1939: S.O.S. Tidal Wave
- 1939: Vom Winde verweht (Gone with the Wind)
- 1940: I Want a Divorce
- 1941: Mit einem Fuß im Himmel (One Foot in Heaven)
- 1944: Beneath Western Skies
- 1945: Dick Tracy
- 1945: Die Liebe unseres Lebens (This Love of Ours)
- 1945: Ein Baum wächst in Brooklyn (A Tree Grows in Brooklyn)
- 1945: Eine Frau mit Unternehmungsgeist (Roughly Speaking)
- 1946: Three Little Girls in Blue
- 1946: Die seltsame Liebe der Martha Ivers (The Strange Love of Martha Ivers)
- 1946: The Return of Rusty
- 1946: The Searching Wind
- 1946: Roaring Rangers
- 1947: High Conquest
- 1947: Fremde Stadt (Magic Town)
- 1948: Red River
- 1949: Sumpf des Verbrechens (Scene of the Crime)
- 1950: Der gebrochene Pfeil (Broken Arrow)
- 1951: That’s My Boy
- 1951: Endstation Sehnsucht (A Streetcar Named Desire)
- 1951: On the Loose
- 1955: Draußen wartet der Tod (The Last Frontier)
- 1956: Klar Schiff zum Gefecht (Away All Boats)
- 1957: Alfred Hitchcock präsentiert (Alfred Hitchcock Presents, Fernsehserie, drei Folgen)